# اسپور (تگزاس)
اسپور، تگزاس(به انگلیسی: Spur, Texas) شهری در ایالت تگزاس از ایالات جنوبی ایالات متحده آمریکا است. در سرشماری سال ۲۰۰۰، جمعیت این شهر ۱۰۸۸ نفر اعلام شد.